# حسيك متوسط
حسيك متوسط (الاسم العلمي:Arrhenatherum intermedium) هو نوع نباتي يتبع جنس الحسيك من فصيلة النجيلية.